# Listă de conducători de stat din 1395
1391 - 1392 - 1393 - 1394 - 1395 - 1396 - 1397 - 1398 - 1399
Aceasta este o listă a conducătorilor de stat din anul 1395:

## Europa
- Ahaia: interregnum (1383-1396)
- Albania (Durres): Elena Thopia (principesă din familia Thopia, 1392-1402)
- Albania (Epir): Ioan Bua Șpata (despot, 1375-1400)
- Albania (Shkoder): Gheorghe al II-lea (principe din familia Balșa, 1385-1403)
- Anglia: Richard al II-lea (rege din dinastia Plantagenet, 1377-1399)
- Anjou: Ludovic al II-lea (duce, 1384-1417; totodată, împărat titular de Constantinopol, 1384-1387; ulterior, rege al Neapolelui, 1389-1399 și rege titular, 1386-1389, 1399-1417)
- Aragon: Ioan I (rege din dinastia de Barcelona, 1387-1395) și Martin (rege din dinastia de Barcelona, 1395-1410; ulterior, rege al Siciliei, 1409-1410)
- Austria Interioară, Austria Anterioară și Tirol: Wilhelm (duce din dinastia Habsburg, ramura Leopoldină, 1386-1402) și Leopold al IV-lea (duce din dinastia Habsburg, ramura Leopoldină, 1395-1411)
- Austria Superioară și Austria Inferioară: Albert al III-lea (duce din dinastia de Habsburg, ramura Albertină, 1379-1395; anterior, duce de Austria, 1365-1379) și Albert al IV-lea (duce din dinastia de Habsburg, ramura Albertină, 1395-1404)
- Bavaria-Ingolstadt: Ștefan al III-lea (duce din dinastia de Wittelsbach, 1392-1413; anterior, duce de Bavaria-Landshut, 1375-1392)
- Bavaria-Landshut: Henric al IV-lea (duce din dinastia de Wittelsbach, 1393-1450; ulterior, duce de Bavaria-Ingolstadt, 1445-1450)
- Bavaria-Munchen: Johann al II-lea cel Pașnic (duce din dinastia de Wittelsbach, 1392-1397; anterior, duce de Bavaria-Landshut, 1375-1392)
- Bavaria-Straubing: Albert I (duce din dinastia de Wittelsbach, 1349-1404; ulterior, conte de Hainaut, 1389-1404)
- Bizanț: Manuel al II-lea (împărat din dinastia Paleologilor, 1391-1425)
- Bosnia: Ștefan Dabișa (rege din dinastia Kotromanic, 1391-1395) și Elena Gruba (regină din dinastia Kotromanic, 1395-1398)
- Bosnia-Herțegovina, statul Zahumija: Sandalj Hranic (duce din dinastia Kosaca, 1392-1435)
- Brabant: Ioana (ducesă, 1355-1404)
- Brandenburg: Sigismund (principe elector din dinastia de Luxemburg, 1378-1397, 1411-1417; ulterior, rege al Ungariei, 1387-1437; ulterior, rege al Germaniei, 1410-1437; ulterior, duce de Luxemburg, 1419-1437; ulterior, rege al Cehiei, 1419-1421, 1436-1437; ulterior, împărat occidental, 1433-1437)
- Bretagne: Ioan al IV-lea de Montfort (duce, 1365-1399)
- Bulgaria (Vidin): Ivan Srațimir (țar din dinastia Șișmanizilor, 1371-1396)
- Burgundia: Filip al II-lea cel Îndrăzneț (duce din casa de Valois, 1363-1404) și Margareta de Male (ducesă, 1369-1404; ulterior, contesă de Flandra, 1384-1405; ulterior, ducesă de Brabant, 1404-1405)
- Castilia: Henric al III-lea cel Bolnăvicios (rege din dinastia de Trastamara, 1390-1406)
- Cehia: Vaclav al IV-lea (rege din dinastia de Luxemburg, 1378-1419; anterior, principe elector de Brandenburg, 1373-1378; totodată, rege al Germaniei, 1378-1400; ulterior, duce de Luxemburg, 1383-1388, 1411-1412)
- Cipru: Iacob I (rege din dinastia de Antiohia-Lusignan, 1382-1398)
- Danemarca: Margareta I (regină, 1387-1412; totodată, regină a Norvegiei, 1387-1389/1412; ulterior, regină a Suediei, 1389-1412)
- Ferrara: Niccolo al III-lea (senior din casa d'Este, 1393-1441)
- Flandra: Margareta de Male (contesă, 1384-1405; anterior, ducesă de Burgundia, 1369-1404; ulterior, ducesă de Brabant, 1404-1405)
- Franța: Carol al VI-lea cel Nebun (rege din dinastia de Valois, 1380-1422)
- Genova: Antoniotto Adorno (doge, 1378, 1384-1390, 1391-1392, 1394-1396)
- Germania: Wenzel (rege din dinastia de Luxemburg, 1378-1400; anterior, principe elector de Brandenburg, 1373-1378; totodată, rege al Cehiei, 1378-1419; ulterior, duce de Luxemburg, 1383-1388, 1411-1412)
- Gruzia: Gheorghe al VII-lea (rege din dinastia Bagratizilor, 1393-1405)
- Hainaut: Albert (conte din casa de Bavaria, 1389-1404; totodată, duce de Bavaria-Straubing, 1349-1404)
- Hoarda de Aur: Ghias ad-Din Tohtamîș (han, 1380-1395) și Temur Kutlug (han, 1395-1400/1401)
- Imperiul otoman: Baiazid I Trăsnetul (sultan din dinastia Osmană, 1389-1402)
- Lituania: Jogaila (mare duce, 1377-1381, 1382-1401; ulterior, rege al Poloniei, 1386-1434)
- Lorena Superioară: Ioan I (duce din casa de Lorena-Alsacia, 1346-1399)
- Luxemburg: Jodokus de Moravia (duce, 1388-1402, 1407-1411; ulterior, principe elector de Brandenburg, 1397-1411; ulterior, rege al Germaniei, 1410-1411)
- Macedonia (Kumanovo): Constantin Dragas (despot, ?-1395)
- Macedonia (Prilep): Marko Kraljevic (jupan, 1371-1395)
- Mantova: Francesco I (conte din casa Gonzaga, 1382-1407)
- Marinizii: Abu'l-Faris Abd al-Aziz al II-lea ibn Ahmad (emir din dinastia Marinizilor, 1393-1396)
- Milano: Gian Galeazzo (senior din familia Visconti, 1378-1402; duce, din 1395)
- Moldova: Ștefan I (voievod, cca. 1394-1399)
- Monaco: Giovanni I și Luigi (seniori din casa Grimaldi, 1395-1401)
- Montferrat: Teodoro al II-lea (marchiz din dinastia Paleologilor, 1381-1418)
- Moscova: Vasili I Dmitrievici (mare cneaz, 1389-1425; totodată, mare cneaz de Vladimir, 1389-1425)
- Nasrizii: Abu'l-Hadjdjadj Iusuf al II-lea ibn Muhammad (V) (emir din dinastia Nasrizilor, 1391-1395) și Abu Abdallah Muhammad al VII-lea al-Mustain ibn Iusuf (II) (emir din dinastia Nasrizilor, 1395-1407)
- Navarra: Carol al III-lea cel Nobil (rege din dinastia de Evreux, 1387-1425)
- Neapole: Ladislau (rege din dinastia de Anjou, ramura de Durazzo, 1386-1414) și Ludovic al II-lea (rege titular din dinastia de Valois-Provence, 1386-1389, 1399-1417; ulterior, rege, 1389-1399; anterior, duce de Anjou, 1384-1417)
- Norvegia: Margareta (regină, 1387-1389/1412; totodată, regină a Danemarcei, 1387-1412; ulterior, regină a Suediei, 1389-1412) și Erik al III-lea de Pomerania (rege, 1389/1412-1442; ulterior, rege al Danemarcei, 1412-1439; ulterior, rege al Suediei, 1412-1434/1439)
- Ordinul teutonic: Conrad von Jungingen (mare maestru, 1394-1407)
- Polonia: Jadwiga (regină din dinastia de Anjou, 1384-1386/1399) și Vladislav al II-lea (rege din dinastia Jagiello, 1386-1434; totodată, mare duce de Lituania, 1377-1381, 1382-1401)
- Portugalia: Joao I (rege din dinastia de Aviz, 1385-1433)
- Reazan: Oleg al II-lea Ivanovici (mare cneaz, 1350-1371, 1372-1402)
- Savoia: Amedeo al VIII-lea cel Blând (conte, 1391-1434/1440; duce, din 1416; ulterior, antipapă, 1439/1440-1449)
- Saxonia: Rudolf al III-lea (principe elector din dinastia Askaniană, 1388-1419)
- Saxonia: Wilhelm I (margraf din dinastia de Wettin, 1382-1407)
- Scoția: Robert al III-lea (rege din dinastia Stuart, 1390-1406)
- Serbia (Kosovo și Metohija): Vuk Brancovic (conducător, cca. 1371-1397)
- Serbia de nord: Ștefan Lazarevic (cneaz, 1389-1427; despot, din 1402)
- Sicilia: Maria (regină din dinastia de Barcelona, 1377-1402) și Martin I cel Tânăr (rege, 1391-1409)
- Statul papal (Roma): Bonifaciu al IX-lea (papă, 1389-1404)
- Statul papal (Avignon): Benedict al XIII-lea (antipapă, 1394-1423)
- Suedia: Margareta de Danemarca (regină, 1389-1412; totodată, regină a Danemarcei, 1387-1412; totodată, regină a Norvegiei, 1387-1389/1412)
- Transilvania: Frank de Szecseny (voievod, 1393-1395) și Stibor de Stiboricz (voievod, 1395-1401, 1410-1414)
- Tver: Mihail al II-lea Aleksandrovici (mare cneaz, 1368-1399)
- Țara Românească: Mircea cel Bătrân (domnitor, 1386-1418) și Vlad I (domn, 1394-1397)
- Ungaria: Maria (regină din dinastia de Anjou, 1382-1385, 1386-1395) și Sigismund (rege din dinastia de Luxemburg, 1387-1437; anterior, principe elector de Brandenburg, 1378-1397, 1411-1417; ulterior, rege al Germaniei, 1410-1437; ulterior, duce de Luxemburg, 1419-1437; ulterior, rege al Cehiei, 1419-1421, 1436-1437; ulterior, împărat occidental, 1433-1437)
- Veneția: Antonio Venier (doge, 1382-1400)
- Vladimir: Vasili I Dmitrievici (mare cneaz, 1389-1425; totodată, mare cneaz de Moscova, 1389-1425)

## Africa
- Benin: Egbeka (obba, cca. 1370-?) (?) și Orobiru (obba, ?-?) (?)
- Buganda: Tembo (kabaka, 1374-1404)
- Califatul abbasid (Egipt): Abu Abdallah Muhammad al-Mutauakkil I ibn al-Mutadid (calif din dinastia Abbasizilor, 1362-1377, 1377-1383, 1389-1406)
- Ethiopia: David I (împărat, 1382-1411)
- Hafsizii: Abu Faris Abd al-Aziz al-Mutauakkil ibn Ahmad (II) (calif din dinastia Hafsizilor, 1394-1434)
- Kanem-Bornu: Biri al III-lea (Usman) I (sultan, cca. 1389-cca. 1421)
- Mali: Maghan al III-lea Mahmud (rege din dinastia Keyta, cca. 1390-?) (?)
- Mamelucii: az-Zahir Saif ad-Din Barkuk ibn Anas al-Usman al-Ialbughaui (sultan din dinastia Burdjizilor, 1382-1389, 1390-1399)
- Marinizii: Abu'l-Faris Abd al-Aziz al II-lea ibn Ahmad (emir din dinastia Marinizilor, 1393-1396)
- Rwanda: Ndahiro Ruyange (rege, cca. 1386-cca. 1410)
- Songhay: Bokar Dala Boyonbo (rege din dinastia Sonni, ?-?) (?) și Mari (sau Muhammad) Kiray (rege din dinastia Sonni, ?-?) (?)

## Asia

### Orientul Apropiat
- Ak Koyunlu: Kara Ioluk Usman ibn Kutlu ibn Tur Ali (conducător, 1378-1435)
- Ayyubizii din Hisn Kaifa și Amid: al-Malik al-Adil Fahr ad-Din Sulaiman ibn Ghazi (sultan din dinastia Ayyubizilor, 1378-?) (?)
- Bizanț, Imperiul de Trapezunt: Manuel al III-lea (împărat din dinastia Marilor Comneni, 1390-1412)
- Cipru: Iacob I (rege din dinastia de Antiohia-Lusignan, 1382-1398)
- Djalairizii: Ghias ad-Din Ahmad ibn Uvais I (sultan din dinastia Djalairizilor, 1382-1410)
- Imperiul otoman: Baiazid I Trăsnetul (sultan din dinastia Osmană, 1389-1402)
- Kara Koyunlu: Kara Iusuf ibn Mehmed (emir, 1391-1400, 1405/1406-1420)
- Mamelucii: az-Zahir Saif ad-Din Barkuk ibn Anas al-Usman al-Ialbughaui (sultan din dinastia Burdjizilor, 1382-1389, 1390-1399)
- Timurizii: Timur cel Șchiop (emir din dinastia Timurizilor, 1370-1405)

### Orientul Îndepărtat
- Bengal: Ghias ad-Din Azam Șah ibn Sikandar (sultan din casa lui Ilias Șah, 1389/1390-1410/1411)
- Birmania, statul Arakan: Razathu (rege din dinastia de Launggyet, 1394-1395, 1397-1401) și Sithabin al II-lea (uzurpator, 1395-1397)
- Birmania, statul Ava: Minkyiswasawke (rege, 1368-1401)
- Birmania, statul Mon: Razadarit (rege, 1385-1423)
- Cambodgea, Imperiul Kambujadesa (Angkor): Preah Srey Soryovong (împărat din dinastia Neay-Trasac-Paem, 1394-1404)
- Cambodgea, statul Tjampa: Ko Cheng (rege din cea de a treisprezecea dinastie, 1390-1400)
- China: Zhu Yuanzhang (Taizu, Hongwu) (împărat din dinastia Ming, 1368-1398)
- Coreea, statul Choson: T'aejo (Yi Song-gyo) (rege din dinastia Yi, 1392-1398)
- Hoarda de Aur: Ghias ad-Din Tohtamîș (han, 1380-1395) și Temur Kutlug (han, 1395-1400/1401)
- India, Bahmanizii: Muhammad al II-lea ibn Hassan (sultan, 1378-1397)
- India, statul Delhi: Nasr ad-Din Mahmud Șah al II-lea ibn Muhammad (III) (sultan din dinastia Tughlukizilor, 1394-1412) și Nusrat Șah ibn Fath ibn Firuz (III) (uzurpator, 1394/1395-1398/1399)
- India, statul Gujarat: Muzaffar Han I (Zafar Han) ibn Uadjih (sultan, 1391/1407-1410/1411)
- India, statul Handeș: Malik Radja Ahmad Faruki (sultan din dinastia Farukizilor, 1370-1399)
- India, statul Vijayanagar: Harihara al II-lea (conducător din dinastia Sangama, 1377-1404)
- Japonia: Go-Komatsu (împărat, 1392-1412), Yoșimitsu (principe imperial din familia Așikaga, 1367-1395) și Yoșimochi (principe imperial din familia Așikaga, 1395-1423)
- Kashmir: Sikandar ibn Hindal ibn Șams ad-Din Iconoclastul (sultan din casa lui Șah Mir, 1389-1413)
- Laos, statul Lan Xang: Thao Un Huen (Sam Sene Thai) (rege, 1373-1416)
- Statul Madjapahit: Vikramavardhana (rege, 1389-1429)
- Mongolii: Elbek Hagan (Nigulessukci) (han, 1393-1399)
- Nepal: Jayasthitimalla (rege din dinastia Malla, 1385-1395/1396)
- Sri Lanka: Bhuvanekabahu al V-lea (rege din dinastia Silakala, 1375-1408)
- Sri Lanka, statul Jaffna: Jayavira Segarajasekaran al V-lea (rege, 1380-1410)
- Thailanda, statul Ayutthaya: Ramesuan (rege, 1369-1370, 1388-1395) și Ramraja (rege, 1395-1409)
- Thailanda, statul Sukhotai: Thammaraja al II-lea (rege, 1369-1400)
- Tibet: mKhas-grub-rje (panchen lama, 1385-1438)
- Timurizii: Timur cel Șchiop (emir din dinastia Timurizilor, 1370-1405)
- Vietnam, statul Dai Viet: Tran Thuan-tong (rege din dinastia Tran timpurie, 1388-1398)

## America
- Aztecii: Acamapichtli (conducător, 1383-1395) și Huitzilihuitl (conducător, 1395-1414)